# Ried im Innkreis
Pour l’article homonyme, voir Ried.
Ried im Innkreis est une ville autrichienne située dans l'ouest de la Haute-Autriche. C'est le chef-lieu du district de Ried im Innkreis.

## Géographie
La ville est située dans une dépression de la basse montagne au nord des Préalpes orientales septentrionales, faisant partie de l'Innviertel qui s'étend jusqu'à la rivière Inn à l'ouest. Ried se trouve à environ 80 kilomètres à l'ouest de Linz, la capitale régionale, et à 60 kilomètres au nord-est de Salzbourg.

## Histoire
Le domaine de Riede, nommé d'après ried au sens de « roseau », fut mentionné pour la première fois vers l'an 1150. À cette époque, il appartenait aux possessions de l'abbaye de Reichersberg au sein du duché de Bavière. Selon la légende, le fils d'un meunier de Ried, appelé Dietmar, est participant de la troisième croisade et du siège de Saint-Jean-d'Acre en 1191 ; le duc Louis Ier le nomme chevalier par pour sa bravoure.

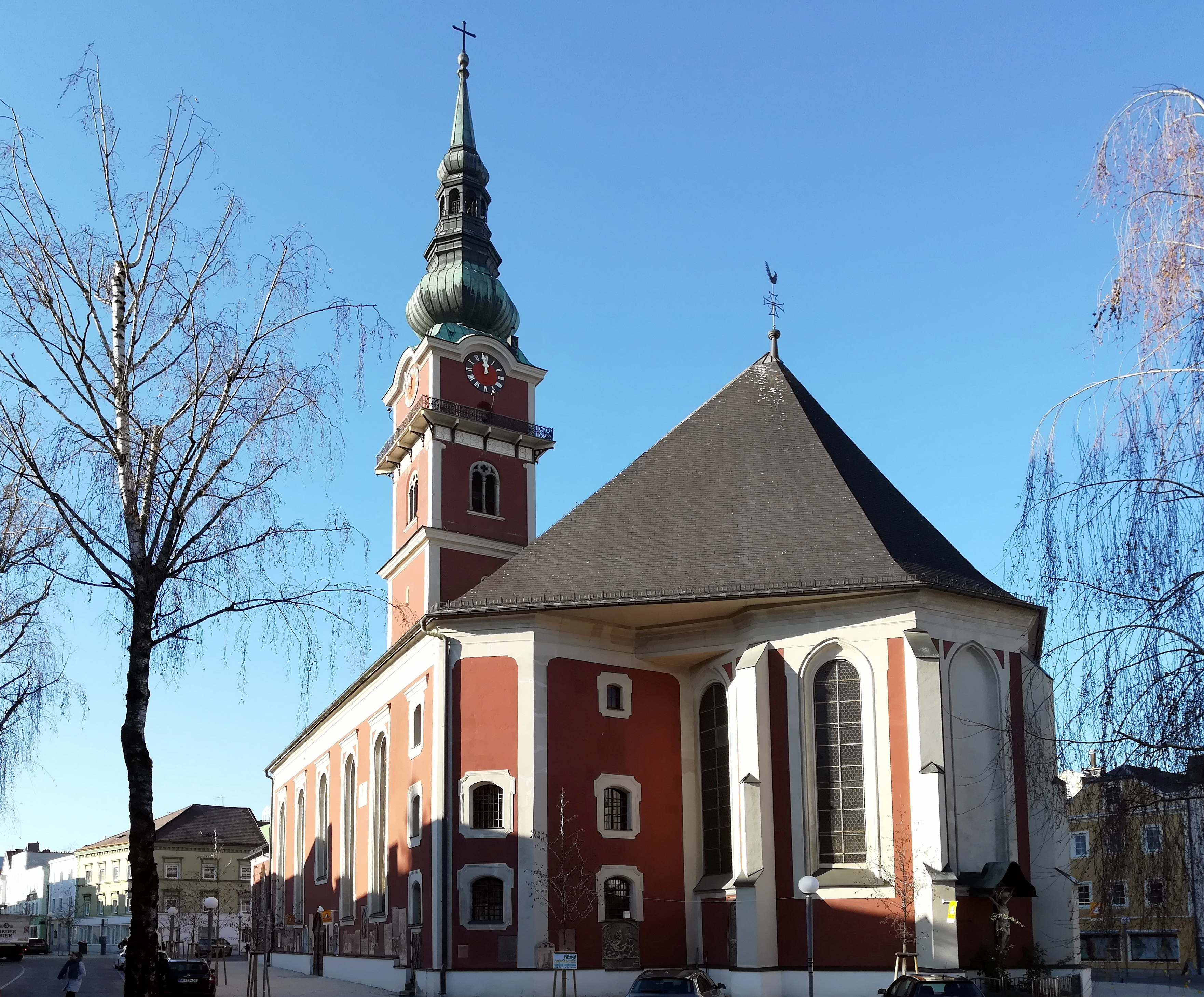
L'église paroissiale.

À partir de l'an 1248, le château de Ried étaient détenu par les ducs de Bavière. Situé non loin de la frontière orientale avec le duché d'Autriche, il a fait l'objet de nombreux combats au fil des siècles : le fort est assiégé par les forces du roi Ottokar II de Bohême en 1266 et par les troupes de Frédéric le Bel, le fils du roi Albert Ier de Habsbourg, en 1307. Ried fut dévastée par l'armée du duc Rodolphe IV d'Autriche en 1364. Peu tard, en 1379, les souverains de Bavière et d'Autriche sont parvenus à un accord concernant la délimitation des frontières. Promue par le duc Henri XVI de Bavière, Ried devint un centre régional des tisserands au XVe siècle.
Au début des temps modernes, Ried a souffert des mesures de la Contre-Réforme, des soulèvements paysans et de des épidémies de peste. Durant la guerre de Succession d'Espagne et la guerre de Succession d'Autriche au XVIIIe siècle, un nouveau conflit entre la Bavière et l'Autriche a éclaté dans la région. À la fin de la guerre de Succession de Bavière, par le traité de Teschen signé le 13 mai 1779, Ried et la zone sur la rive droite de l'Inn (l'Innviertel) sont passés à l'impériatrice Marie-Thérèse d'Autriche et furent incorporés dans le pays de Haute-Autriche au sein de la monarchie de Habsbourg.
Pendant les guerres napoléoniennes, en 1810, les forces du royaume de Bavière venaient de reconquérir Ried ; par le traité de Ried conclu le 8 octobre 1813, la Bavière est sorti de la confédération du Rhin pour se retourner contre Napoléon et s'allier à la Sixième Coalition. Selon le traité de Munich signé le 14 avril 1816, le roi Maximilien Ier de Bavière rétrocède les quartiers de l'Innviertel à l'empereur François Ier d'Autriche. En 1857, l'empereur François-Joseph Ier concéda à Ried le statut de ville.

## Sport
- Football : SV Ried (Championnat d'Autriche de D1).

## Jumelage
La ville de Ried im Innkreis est jumelée avec
- Landshut (Allemagne) depuis 1974

## Personnalités liées à la commune
- Ludwig von der Pfordten, né en 1811 et mort en 1880, avocat et homme politique ;
- Ernst Kaltenbrunner, né en 1903, il succède, à partir de janvier 1943, à Reinhard Heydrich[N 1] en tant que directeur du Reichssicherheitshauptamt (RSHA), l'organe central des polices et services secrets nazis, supervisant ainsi la Gestapo, la Kripo (la police criminelle), le SD (les « services de sécurité » intérieurs et extérieurs) ; il est condamné à mort à Nuremberg et exécuté par pendaison le 16 octobre 1946 ;
- Horst Felbermayr, Sr., né en 1945, pilote automobile ;
- Anton Zeilinger, né en 1945, physicien quantique, surnommé « Mr. Beam »[N 2] ;
- Sybil Danning, née en 1952, actrice hollywoodienne ;
- Andreas Goldberger, né en 1972, champion du monde de saut à ski ;
- Manuel Ortlechner, né en 1980, footballeur ;
- Josef Benetseder, né en 1983, coureur cycliste ;
- Lena Göbel, née en 1983, peintre ;
- Jacqueline Seifriedsberger, née en 1991, sauteuse à ski.